# Fuorigrotta
Fuorigrotta (en napolitano: Forerotta) es un barrio que forma parte de la municipalidad 10 de la ciudad de Nápoles, Italia, junto con Bagnoli. Limita al norte con el barrio de Soccavo, al noreste con el Vomero, al este con Chiaia, al sur con Posillipo y al oeste con Bagnoli.
Tiene una superficie de 6,2 km² y 76.521 habitantes, lo que lo convierte en el barrio más poblado de la ciudad.

## Etimología e historia

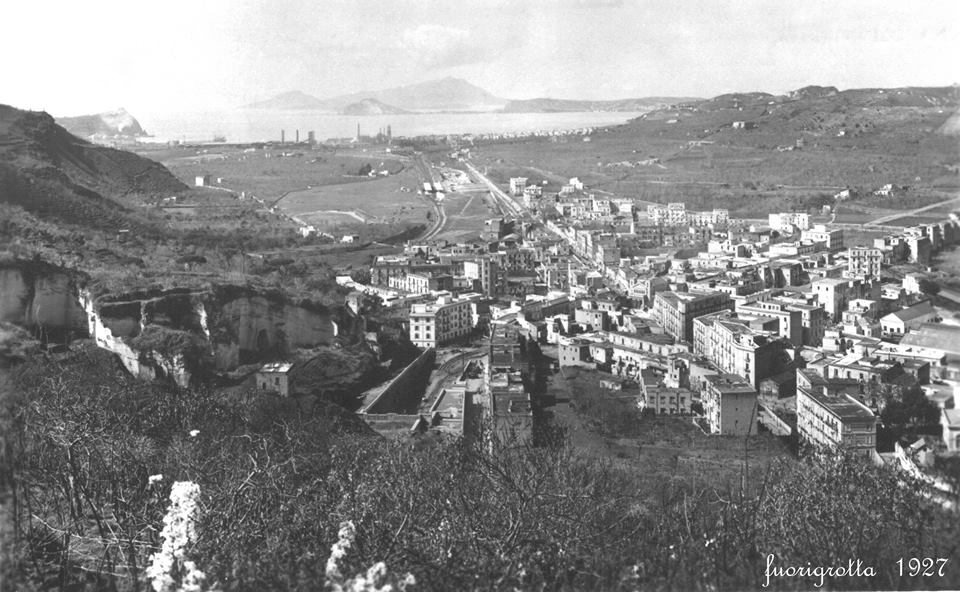
Fuorigrotta en 1927.

El barrio debe su nombre a su ubicación "fuera de la gruta" (en latín foris cryptam) en referencia al hecho de que, ya desde la época romana, está conectado con Mergellina mediante una o más grutas. La primera gruta, realizada en época romana, fue la Cripta Napolitana, hoy en día visitable en sus partes más exteriores pero no practicable por motivos de seguridad, que conecta Fuorigrotta con Piedigrotta, cerca de la tumba de Virgilio. Formaba parte de un camino que conectaba Nápoles con Pozzuoli y los Campos Flégreos. En la actualidad se utilizan las galerías Laziale y Quattro Giornate.

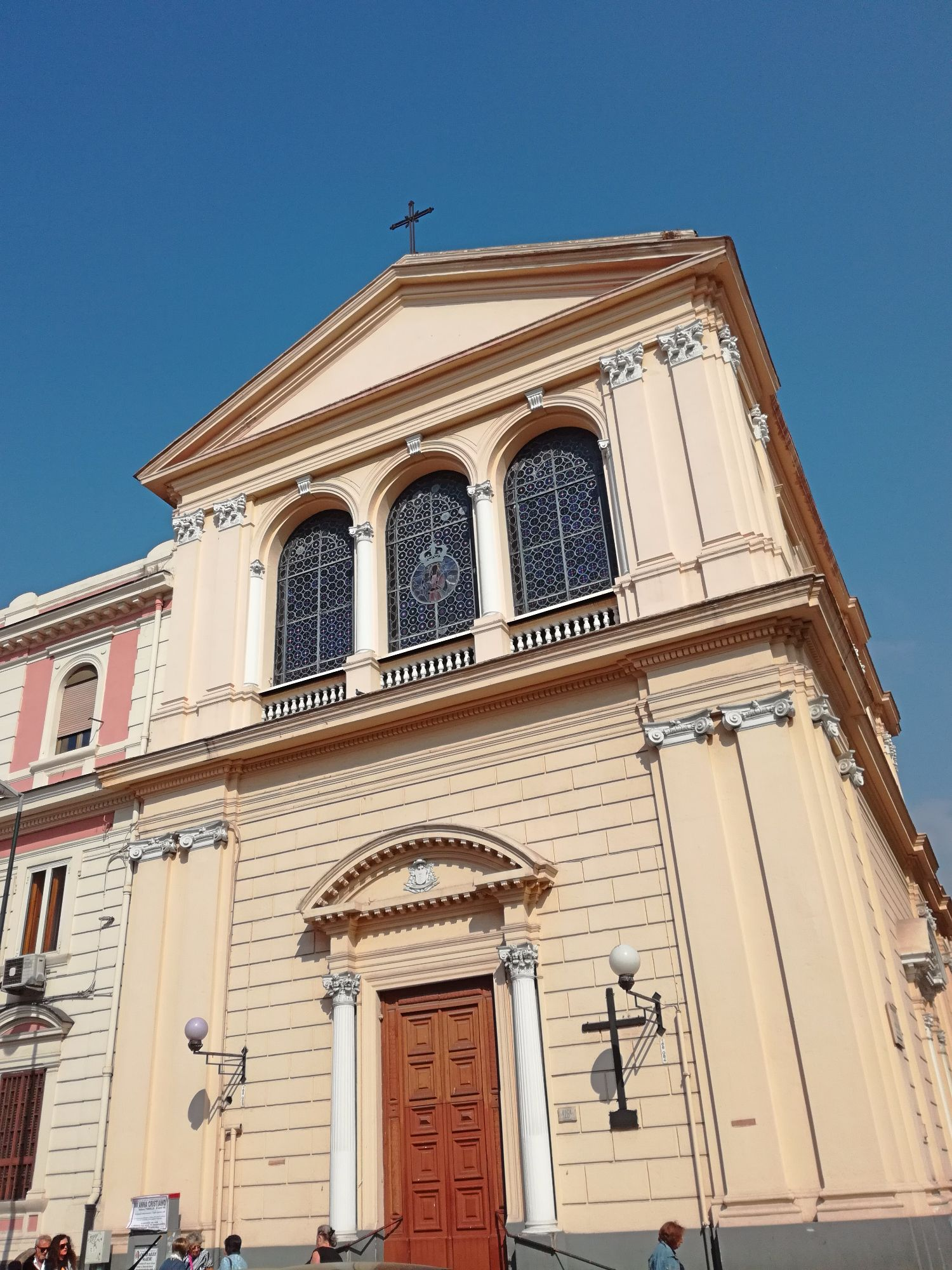
Iglesia de Santa Maria Immacolata.

Fue un barrio básicamente rural hasta la época fascista, cuando se llevaron a cabo una serie de intervenciones urbanísticas que alteraron radicalmente el perfil de Fuorigrotta, con la realización del Viale di Augusto y del recinto ferial Mostra d'Oltremare, la ampliación del Rione Duca d'Aosta (1926-29) con la construcción de la adyacente iglesia de Santa Maria Immacolata (1925-28), y la edificación del Rione Miraglia (1928-30). A esa época se remonta gran parte de la toponimia de las calles y de las avenidas del barrio, dedicadas a personajes de la Antigua Roma (Augusto, Julio César, Cayo Duilio, Constantino, Diocleciano, etc.) y a personajes y lugares de la época de las luchas contra el Imperio otomano (como las calles dedicadas a Andrea Doria, Sebastiano Venier, Francesco Morosini o Lepanto).
Durante el "milagro económico italiano", en la zona se desarrolló una masiva construcción de viviendas, convirtiéndose el barrio en una de las zonas más densamente pobladas, pero también más urbanísticamente ordenadas de la ciudad.

## Arquitectura y urbanismo
La topografía actual del barrio deriva del proyecto de sanamiento empezado por el régimen fascista en 1925 y finalizado en la primera mitad de los años 1950, cuando se construyó la nueva iglesia de San Vitale martire.
Fuorigrotta representa el centro de los eventos deportivos y feriales de Nápoles, además de ser la sede principal de conciertos y conferencias. Es sede de numerosos institutos universitarios y científicos.

### Instalaciones educativas y científicas
- Departamento de Ingeniería y Campus de Monte Sant'Angelo de la Universidad de Nápoles Federico II;
- Facultad de Deportes y Educación física de la Universidad de Nápoles Parthenope;
- sede del Consejo Nacional de Investigación;
- laboratorios y centro de vigiliancia del Observatorio Vesubiano;
- Palacio de la Innovación y del Conocimiento.

### Instalaciones para ferias, congresos y conciertos

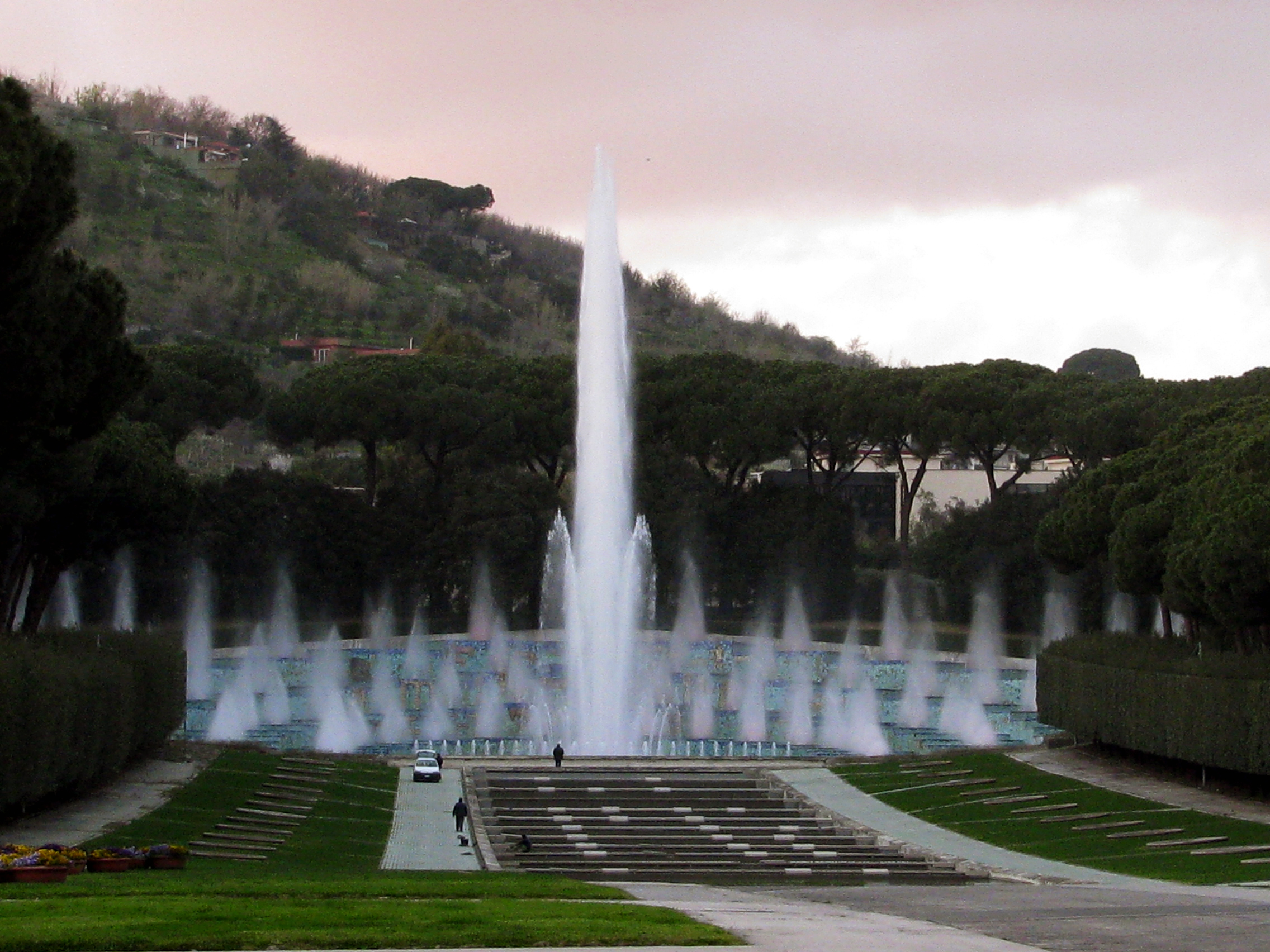
Fuente de la Esedra en la Mostra d'Oltremare.

- Teatro PalaPartenope, sede de conciertos, obras de teatro, etc.;
- Mostra d'Oltremare, el principal recinto ferial del Mezzogiorno junto a la Feria de Bari, que incluye también el Teatro Mediterraneo y la Arena Flegrea.

### Instalaciones deportivas
- Estadio San Paolo, estadio multipropósito que sirve de sede habitual al club de fútbol SSC Napoli;
- PalaBarbuto, pabellón polideportivo cubierto utilizado por los equipos de baloncesto de la ciudad;
- Piscina Felice Scandone, la principal instalación de natación y waterpolo de Nápoles;
- sede y sucursal del Centro Universitario Deportivo de Nápoles.

### Instalaciones recreativas
- Edenlandia, el parque de atracciones más antiguo de Italia;
- Zoológico de Nápoles, el segundo jardín zoológico más antiguo de Italia después del Bioparco de Roma;
- The Space Cinema, el principal multicine de la ciudad.

### Otras instalaciones
- Centro de Producción de la Radiotelevisión Italiana;
- Archivo Histórico de la Canción Napolitana.

## Monumentos y lugares de interés

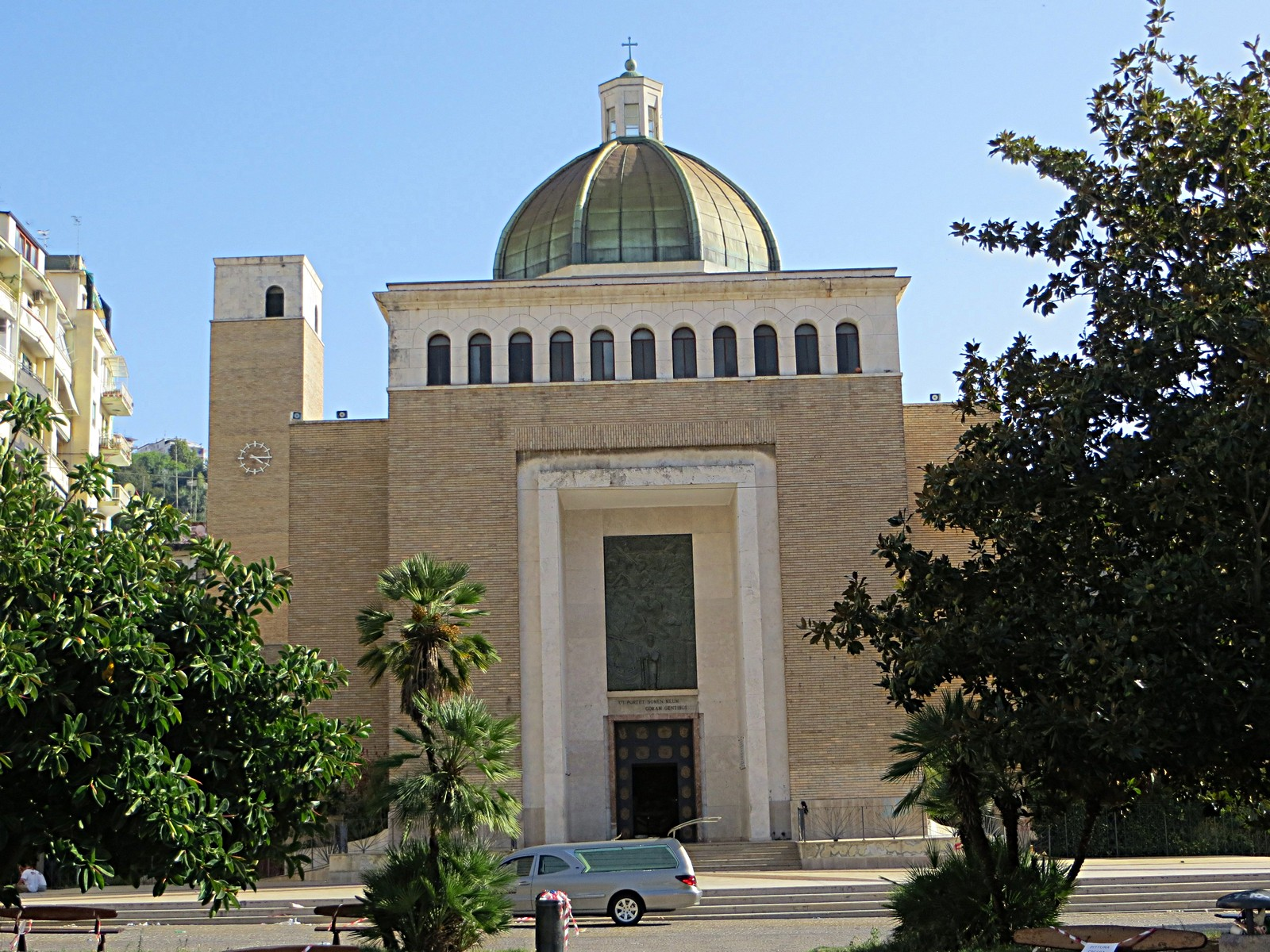
Iglesia de San Vitale Martire.

- Termas romanas: ubicadas en Via Terracina, se remontan al siglo II y albergan restos de mosaicos, diseñados con piezas blancas y negras representando temas mitológicos, y revestimientos de mármol. Son visibles también los balnearios y el hipocausto.
- Antigua calzada romana: corre paralela a Via Terracina y está ubicada en el área de la Mostra d'Oltremare. Una sección es visible cerca de la Facultad de Ingeniería, flanqueada por un pequeño templo romano; otra sección se encuentra en el jardín zoológico.
- Iglesia de San Vitale Martire: la iglesia originaria estaba ubicada más cerca de la gruta y fue construida en las ruinas de una iglesia homónima, edificada probablemente en época bizantina. Aquí fue temporalmente sepultado el poeta Giacomo Leopardi. Fue demolida para permitir las obras de remodelación de Viale di Augusto y de la Mostra d'Oltremare, y fue reconstruida en un lugar diferente a principios de los años 1950. Alberga dos pinturas del pintor barroco Paolo de Matteis y un pesebre napolitano del siglo XVIII.[3][4]

## Transporte

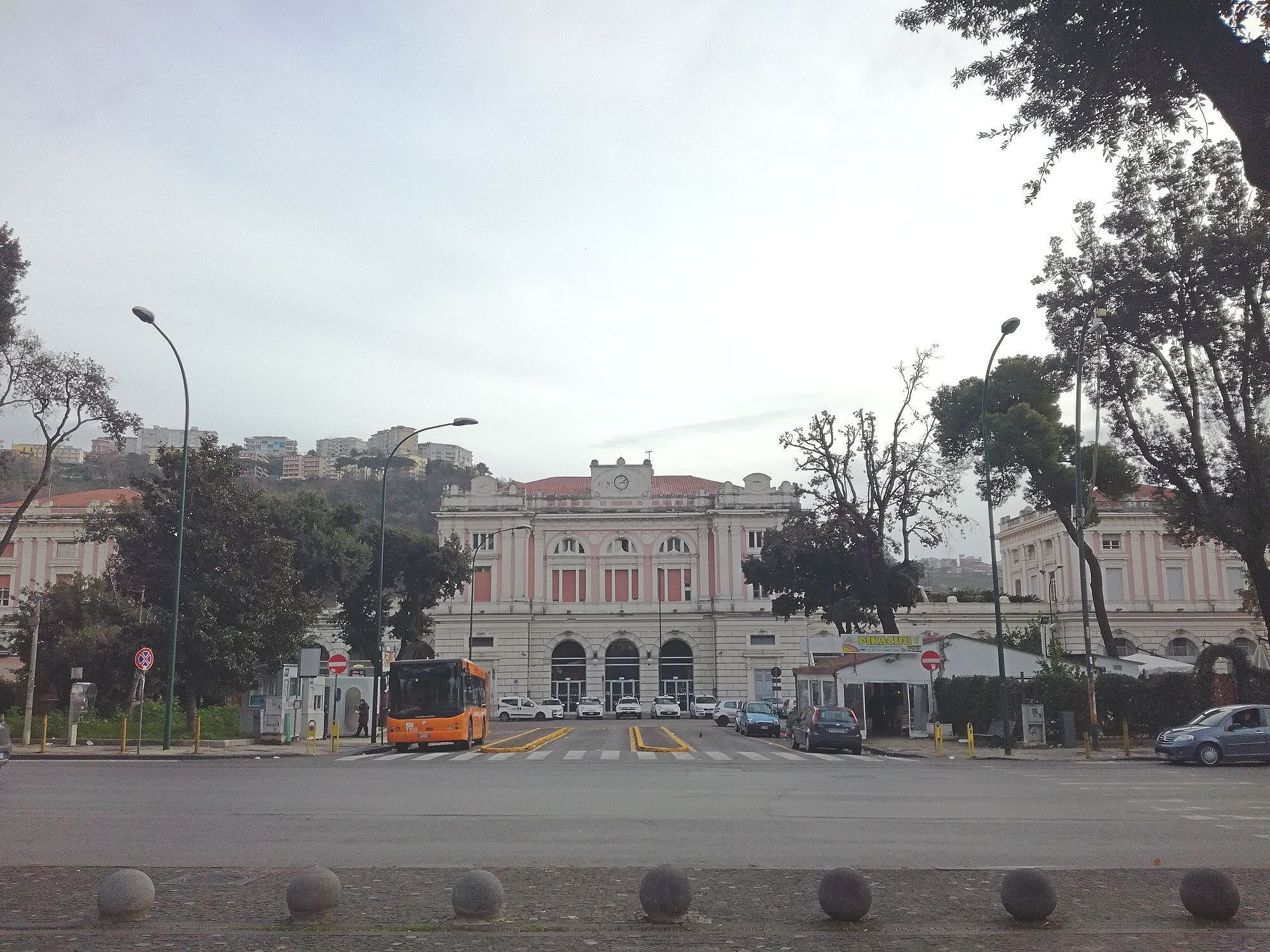
Estación de Nápoles Campi Flegrei.

En 1878 se estrenó un tranvía a caballo que conectaba Fuorigrotta con Pozzuoli. En 1883 se introdujo el sistema de tracción de vapor; dos años después, la tranvía fue ampliada hasta el centro de Nápoles, excavando una galería al lado de la histórica Cripta Napolitana entre 1882 y 1884, llamada inicialmente Grotta nuova y, en la actualidad, Galleria delle Quattro Giornate. Otro túnel, llamado Galleria Laziale del nombre de la empresa que lo realizó, se estrenó en 1925 para conectar Fuorigrotta con Piazza Sannazaro.
Las arterias principales del barrio son Viale di Augusto, via Giulio Cesare, via Lepanto, via Leopardi, via Consalvo, via Caravaggio, via Terracina, viale Kennedy y via Diocleziano.
Gracias a sus tres líneas ferroviarias, Fuorigrotta es uno de los barrios más conectados de la ciudad. Las estaciones de la Línea 2 (servicio metropolitano de Trenitalia) son: Piazza Leopardi, Campi Flegrei y Cavalleggeri Aosta. Las estaciones de la Ferrovia Cumana son Fuorigrotta, Mostra y Zoo-Edenlandia. En el futuro, la Línea 6 del Metro de Nápoles conectará Fuorigrotta con Piazza del Municipio, pasando por la Riviera di Chiaia y Piazza San Pasquale: en el barrio se encuentran tres estaciones de esta línea, es decir Mostra, Augusto y Lala.